# Marc Gratidi
|  | Per a altres significats, vegeu «Marc Gratidi (llegat)». |

Marc Gratidi (en llatí Marcus Gratidius) d'Arpinium va ser un magistrat romà que va proposar una Lex Tabellaria a la que es va oposar Marc Tul·li Ciceró, l'avi de l'orador Ciceró, que estava casat amb Gratídia la germana de Marc Gratidi. Les qüestions sobre la llei van ser resoltes pel cònsol Marc Emili Escaure a favor de Ciceró.
Gratidi era un bon orador, de gran talent natural i expert en literatura grega. Era amic d'Antoni l'orador i el va acompanyar al seu govern de Cilícia l'any 102 aC. El 103 aC va acusar Gai Flavi Fímbria d'exacció (repetundae) a la província que Flavi Fímbria va governar l'any 104 aC, ja que era cònsol el 105 aC. Va morir a Cilícia l'any 102 aC en la lluita contra els pirates.